# Flirt (1932)
Flirt (Originaltitel: Huddle) ist ein US-amerikanisches Sportdrama aus dem Jahr 1932 von Sam Wood mit Ramón Novarro und Madge Evans in den Hauptrollen. Das Drehbuch basiert auf dem Roman Huddle! von Francis Wallace.

## Handlung
Der italienisch-amerikanische Stahlarbeiter Tony Amatto gibt seinen Job in der Stahlfabrik in Gary (Indiana) auf, als er ein Stipendium in Höhe von 2.000 US-Dollar für das Studium an der Yale University erhält. Er zögert, sich für die Footballmannschaft der Neulinge zu bewerben, da er das für albern hält. Dadurch gerät er mit den anderen Jungs in Konflikt, insbesondere mit dem Footballhelden Tom Stone, dem Sohn des Besitzers der Fabrik, in der Tony arbeitete. Tom mag Tony nicht, weil er glaubt, dass er seine Schwester Rosalie beleidigt hat. 
Während der Sommerferien arbeitet Tony erneut in der Fabrik, um sich für den Football zu stärken. Er weiß jetzt, dass das seiner Karriere helfen und ihn mit Tom abrechnen lässt. Zurück auf der Universität hilft Tony dem beliebten Schüler Jim Pidgeon während eines Stadt- und Universitätsaufstands, woraufhin Jim Tony bittet, bei ihm zu wohnen. Am ersten Tag des Footballtrainings bricht Tony Jim versehentlich das Bein und will aufhören, aber Jim überzeugt ihn, weiterzumachen. Tony wird ein Footballstar, aber Tom mag ihn immer noch nicht und ist eifersüchtig, weil seine Freundin Barbara Winston und Rosalie beide in ihn vernarrt sind. Tony mag Barbara nicht wirklich, aber sie macht ihm Avancen und er verbringt eine Nacht in ihrem Zugabteil. Ein zunehmend eingebildeter Tony macht sich in der Folge an Rosalie ran, die ihn zurückweist, als er vorschlägt, die Nacht in einem privaten Gasthof zu verbringen. Tony fühlt sich wie ein Schuft und taucht betrunken in Mory's Tavern auf, aber seine Teamkollegen verhindern, dass ihn sein Trainer Malcolm Gale sieht. 
Am nächsten Tag, beim Spiel gegen die Dartmouth-University, verprügelt ein verkaterter Tony einen Tackler und wird aus dem Spiel genommen. Für ein wichtiges Tackling rennt er zurück aufs Spielfeld und wird vom Trainer unter die Dusche geschickt. Beim Studentenverbindungsrennen, als Tony wegen seiner unsportlichen Leistung beim Spiel nicht ausgewählt wird, steht nur Jim zu ihm. Tony geht zum Trainer, um aufzuhören, aber nach einer Schlägerei erteilt Malcolm Tony eine Lektion darüber, wie man mit Menschen auskommt, und die beiden werden Freunde. Im Frühjahr bittet Tony Rosalie um Verzeihung für sein Verhalten und sagt ihr, dass er sie liebt. Rosalie erwidert seine Zuneigung, aber ihr Vater und ihr Bruder sind gegen ihre Beziehung. Mr. Stone überzeugt Tony, dass Rosalie nicht in Armut leben könnte, während er sich nach oben kämpft. 
In Tonys drittem Studienjahr stellt Malcolm, jetzt beeindruckt von seiner Hingabe und harten Arbeit, Tony wieder in die vorderste Reihe. Am Abend vor dem Spiel gegen die Harvard-University kommt Rosalie in sein Zimmer und sagt ihm, dass sie ihn liebt, und erkennt, was ihr Vater getan hat. Sie versucht, Tony glauben zu machen, dass sie sich nicht um Geld kümmert, aber er hat Angst, dass sie in seinem Zimmer gefunden und kompromittiert werden könnte. Als sie sich hinausschleicht, sieht Tom sie von hinten und fängt, da er denkt, sie sei Barbara, einen Streit mit Tony an. Tony weigert sich, irgendjemanden zu kompromittieren und behauptet, er habe geraucht und getrunken, was Rosalie tatsächlich konsumiert hat. Tony, der Magenschmerzen hat, geht später zum Arzt und erfährt, dass er sich einer Notfall-Blinddarmoperation unterziehen muss, aber er will das Spiel nicht verpassen und geht, obwohl er vor einem möglichen Blinddarmdurchbruch gewarnt wird. Ohne Tonys Wissen kommen seine Eltern überraschend zum Spiel. Trotz großer Schmerzen spielt Tony das Spiel, aber als er nicht gut genug spielen kann, wird er vom Trainer ersetzt. 
Während der Halbzeit legt Tony in der Umkleide Eis auf seinen Bauch, um die Schmerzen zu betäuben, und bittet den Trainer, ihn wieder spielen zu lassen. Obwohl Tony fiebert und unter extremen Schmerzen leidet, schafft er einen Touchdown, wird aber von Malcolm, der vermutet, dass Tony krank ist, unter die Dusche geschickt. Tony hört in der Umkleidekabine, dass Yale in letzter Minute das Spiel ausgeglichen hat, und wird von Tom gerügt, der denkt, dass Tony sich nur wie eine Primadonna aufgeführt hat, als er das Spiel verließ, und ihm eine Ohrfeige gibt. Auf einer Party nach dem Spiel erzählt Tonys Vater Jim, dass Tonys Blinddarm geplatzt ist und er schwer krank ist. Jim beschimpft Tom und die anderen wütend als Snobs und erzählt ihnen, wie sehr Tony die Schule wirklich am Herzen liegt. Als Rosalie Tom erzählt, dass sie in Tonys Zimmer war, möchte er sich entschuldigen, aber der Trainer macht ihm klar, dass Tony nur einer von ihnen sein will. 
In seinem Abschlussjahr ist der nun genesene Tony endlich bei den Schülern beliebt, und bei der Abschlussfeier sitzen seine Eltern mit Mr. Stone und Rosalie zusammen.

## Hintergrund
Gedreht wurde der Film ab dem 11. Februar 1932 in den MGM-Studios in Culver City.
Vorproduktionsmeldungen zufolge war vorgesehen, dass Robert Z. Leonard Regie führte und Monte M. Katterjohn den Roman adaptierte. In einer anderen Meldung wurde erwähnt, dass MGM beschlossen habe, den Drehort von Notre Dame, dem Schauplatz des Romans, nach Yale zu verlegen, weil Universal Pictures kurz zuvor den Film The Spirit of Notre Dame mit einem ähnlichen Thema veröffentlicht hatte. Einige Ereignisse aus diesem Film wurden 1938 in der britischen MGM-Produktion A Yank at Oxford (dt.: Der Lausbub aus Amerika) nachgestellt, allerdings wurden weder der Originalroman von Wallace noch einer der Drehbuchautoren von Huddle als Urheber genannt.
Cedric Gibbons oblag die künstlerische Leitung. Gilbert Adrian war für das Kostümbild zuständig. Verantwortlicher Toningenieur war Douglas Shearer. John S. Waters arbeitete als Regieassistent, Paul Vogel führte die zweite Kamera. Casting-Director war Benjamin Thau.

## Veröffentlichung
Die Premiere des Films fand am 14. Mai 1932 statt. 1933 kam er in Österreich in die Kinos. Er wurde auch unter den Titeln Die Liebesprüfung und Ein Mann wie keiner gezeigt.

## Kritiken
Mordaunt Hall von der The New York Times befand, der Film sei trotz seiner etwas vertrauten Formel recht heiter und habe für viele herzhafte Lacher gesorgt. Er enthalte interessante Szenen der Yale University und vermittele einen Eindruck von einigen der Aktivitäten. Die Handlung sei etwas weniger oberflächlich als die meisten Erzählungen dieser Art, denn sie versuche aufzuzeigen, welche Veränderungen die Universitätsverbände bei einem hitzigen Studenten italienischer Abstammung bewirken.
Die Variety bemängelte die Länge des Films. Enttäuschende Höhepunkte Reihen sich aneinander, doch der Film laufe weiter. Zweifellos seien die eingefügten Aufnahmen von Footballspielen verhängnisvoll.